# Tyria gilleti
Tyria gilleti là một loài bướm đêm thuộc phân họ Arctiinae, họ Erebidae.